# Лесной (Ярославская область)
Лесной — посёлок в Ростовском районе Ярославской области России. 
В рамках организации местного самоуправления входит в Петровское сельское поселение, в рамках административно-территориального устройства — в Любилковский сельский округ.

## География
Расположен в 33 км к юго-западу (по прямой) от центра города Ростова и в 10 км к юго-западу от рабочего посёлка Петровское.

## Население
| 2007 | 2010 |
| ---- | ---- |
| 483  | ↘481 |

Согласно результатам переписи 2002 года, в национальной структуре населения русские составляли 88 % от всех жителей.

## Общественный транспорт
Лесной обслуживается автобусным маршрутом №111 Ростов Великий — Лесной (отдельные рейсы выполняются с заездом в Горный).